# Farshad Noor
Farshad Noor (Balkh, Afganistán; 2 de octubre de 1994) es un futbolista de Afganistán que juega en la posición de centrocampista con el DPMM FC de la Liga Premier de Singapur desde el 2023.

## Carrera

### Club
| Periodo   | Club                  |
| --------- | --------------------- |
| 2013–2015 | PSV Eindhoven         |
| 2013–2015 | Jong PSV              |
| 2015–2017 | Roda JC               |
| 2016–2017 | → SC Cambuur (cedido) |
| 2017–2018 | AFC Eskilstuna        |
| 2018–2020 | Nea Salamis Famagusta |
| 2021      | Persib Bandung        |
| 2021–2022 | Al Hala SC            |
| 2022      | Bahrain SC            |
| 2022–2023 | Gokulam Kerala FC     |
| 2023–     | DPMM FC               |

### Selección nacional
A nivel de selecciones menores jugó para Países Bajos en la categoría sub-17 en un partido ante Italia. Debutó con Afganistán el 23 de marzo de 2017 en la victoria por 2–1 sobre Singapur en un partido amistoso.
El 10 de septiembre de 2019 Noor anotó su primer gol con Afganistán en la victoria por 1-0 sobre Bangladés en Dushambe por la clasificación de AFC para la Copa Mundial de Fútbol de 2022. En junio de 2023 Noor fue nombrado capitán en la Copa de Naciones CAFA 2023 que se jugó en Kirguistán y Uzbekistán, torneo en el que anotó un gol ante Irán.